# Péninsule de Bache
La péninsule de Bache est une langue de terre située dans la partie orientale de l'île d'Ellesmere, dans le territoire fédéral du Nunavut, au Canada.

## Géographie

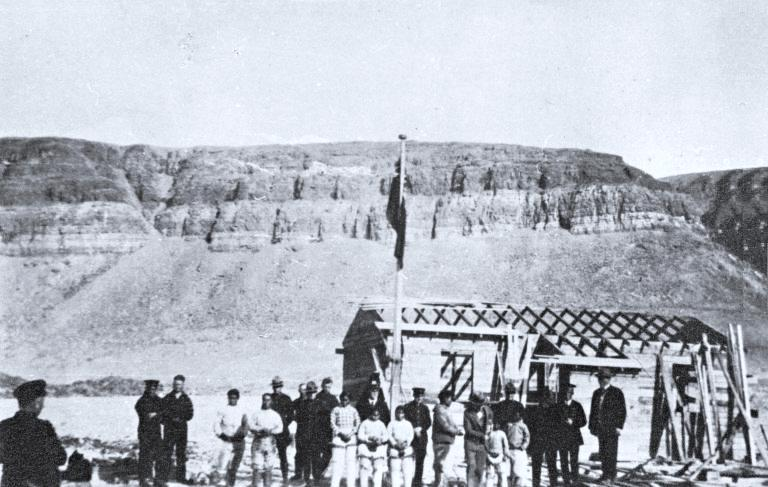
Le village abandonné Craig Harbour, en 1926.

La péninsule est localisée dans la partie centre est de l'île d'Ellesmere, l'une des  dans le territoire fédéral du Nunavut, au Canada. Elle a pour coordonnées géographiques 79° 08′ 00″ N, 76° 00′ 00″ O.
Les côtes de la péninsule de Bache sont bordées par trois baies : celle de Peary (en), celle de Bartlett (en) et celle de Buchanan (en).
La géologie de la péninsule est marquée par une formation appelée Bache Peninsula arch. Cette structure géologique, d'axe ouest-nord-ouest/sud-ouest, est composée de roches cristallines formées au cours du Précambrien. Elle est encadrée par deux bassins sédimentaires : le bassin de Thulé et le bassin franklinien.
Le village de Craig Harbour, au sein duquel un détachement de la gendarmerie royale canadienne a été implanté dans les années 1920, fait partie de la péninsule.

## Histoire et recherches archéologiques
La péninsule a connu une occupation de peuples paléoesquimaux dès le IIIe millénaire av. J.-C., dont le peuple de Saqqaq,,. 
Otto Sverdrup au printemps 1899 établit qu'elle n'est pas une île, contrairement à ce qui était jusqu'alors cru, mais bien une péninsule. 
Une campagne de reconnaissances archéologiques, réalisées en 1977 dans la partie sud-est de la péninsule de Bache, a permis d'attester que cette zone a fait l'objet d'une diffusion de cultures appartenant à la tradition microlithique de l'Arctique (y compris celle de l'Indépendance I et du Pré-Dorsetien. Ces mêmes prospections ont également permis de retrouver des traces matérielles de l'occupation de cette région par des populations dorsétiennes et thuléennes. Les datations au 14C ont permis d'établir que ces quatre sites ont été utilisés sur une période allant d'environ 2 500 à 1 500-1 400 ans av. J.-C. Les fouilles opérées sur les 4 sites canadiens ont permis de révéler un mobilier composé d'artefacts lithiques et associé à un assemblage faunique,.

## Pour en savoir plus